# Чемпіонат України з футболу 2015—2016: Прем'єр-ліга (склади команд)
У складах клубів подано гравців, які провели щонайменше 1 гру в Прем'єр-лізі сезону 2015/16. Прізвища, імена та по батькові футболістів подані згідно з офіційним сайтом ФФУ.

## «Волинь» (Луцьк)
Головний тренер: Віталій Кварцяний
| №            | Футболіст                        | Дата народження   | Країна   | Ігри     | Голи     |
| Воротарі     | Воротарі                         | Воротарі          | Воротарі | Воротарі | Воротарі |
| ------------ | -------------------------------- | ----------------- | -------- | -------- | -------- |
| 74           | Кичак Артем Іванович             | 16 травня 1989    | Україна  | 3        | 4п       |
| 42           | Неділько Віталій Михайлович      | 21 серпня 1982    | Україна  | 5        | 8п       |
| 1            | Шуст Богдан Романович            | 4 березня 1986    | Україна  | 20       | 24п      |
| Захисники    |                                  |                   |          |          |          |
| 30           | Гуменюк Олег Анатолійович        | 3 травня 1983     | Україна  | 12       | 0        |
| 15           | Жуніч Івіца                      | 11 вересня 1988   | Хорватія | 25       | 4        |
| 18           | Логінов Сергій Миколайович       | 24 серпня 1990    | Україна  | 12       | 0        |
| 24           | Горопевшек Міха                  | 12 березня 1991   | Словенія | 13       | 1        |
| 26           | Никитюк Роман Федорович          | 9 вересня 1993    | Україна  | 5        | 0        |
| 14           | Польовий Володимир Олександрович | 28 липня 1985     | Україна  | 16       | 1        |
| 93           | Приндета Віталій Валерійович     | 2 лютого 1993     | Україна  | 1        | 0        |
| 13           | Шабанов Артем Михайлович         | 7 березня 1992    | Україна  | 21       | 0        |
| 45           | Шаповал Владислав Федорович      | 8 травня 1995     | Україна  | 6        | 0        |
| 16           | Шіш Гал                          | 28 січня 1989     | Ізраїль  | 9        | 0        |
| Півзахисники |                                  |                   |          |          |          |
| 90           | Богданов Андрій Євгенович        | 21 січня 1990     | Україна  | 16       | 0        |
| 7            | Герасимюк Олег Вікторович        | 25 вересня 1986   | Україна  | 16       | 1        |
| 19           | Кобахідзе Александер             | 11 лютого 1987    | Грузія   | 13       | 4        |
| 4            | Кравченко Сергій Сергійович      | 24 квітня 1983    | Україна  | 24       | 1        |
| 10           | Матей Флорентін                  | 15 квітня 1993    | Румунія  | 15       | 6        |
| 23           | Насонов Олександр Юрійович       | 28 квітня 1992    | Україна  | 10       | 0        |
| 8            | Політило Сергій Олегович         | 9 січня 1989      | Україна  | 16       | 1        |
| 47           | Романюк Юрій Іванович            | 6 травня 1997     | Україна  | 4        | 0        |
| 48           | Чепелюк Олександр Ігорович       | 5 вересня 1997    | Україна  | 4        | 0        |
| 11           | Шарпар В'ячеслав Володимирович   | 2 червня 1987     | Україна  | 10       | 5        |
| Нападники    |                                  |                   |          |          |          |
| 17           | Бохашвілі Євген Олександрович    | 5 січня 1993      | Україна  | 2        | 0        |
| 59           | Деда Ярослав Мирославович        | 28 травня 1999    | Україна  | 3        | 0        |
| 29           | Діденко Анатолій Олександрович   | 9 червня 1982     | Україна  | 17       | 6        |
| 69           | Дудік Артем Ростиславович        | 2 січня 1997      | Україна  | 4        | 1        |
| 89           | Козьбан Дмитро Сергійович        | 27 квітня 1989    | Україна  | 13       | 2        |
| 9            | Мемешев Редван Раімович          | 15 серпня 1993    | Україна  | 25       | 0        |
| 38           | Петров Сергій Володимирович      | 21 травня 1997    | Україна  | 8        | 0        |
| 94           | Хомченко Віктор Вікторович       | 11 листопада 1994 | Україна  | 12       | 1        |

## «Ворскла» (Полтава)
Головний тренер: Василь Сачко
| №            | Футболіст                       | Дата народження   | Країна     | Ігри     | Голи     |
| Воротарі     | Воротарі                        | Воротарі          | Воротарі   | Воротарі | Воротарі |
| ------------ | ------------------------------- | ----------------- | ---------- | -------- | -------- |
| 31           | Богуш Станіслав Олександрович   | 25 жовтня 1983    | Україна    | 9        | 10п      |
| 50           | Вічний Ян Ігорович              | 27 лютого 1997    | Україна    | 1        | 0п       |
| 12           | Непогодов Дмитро Михайлович     | 17 лютого 1988    | Україна    | 8        | 4п       |
| 21           | Ткаченко Олександр Ігорович     | 19 лютого 1993    | Україна    | 8        | 12п      |
| Захисники    |                                 |                   |            |          |          |
| 4            | Даллку Арменд                   | 16 червня 1983    | Албанія    | 22       | 0        |
| 54           | Дитятьєв Олексій Олексійович    | 7 листопада 1988  | Україна    | 20       | 3        |
| 20           | Квасний Микола Петрович         | 4 січня 1995      | Україна    | 3        | 0        |
| 23           | Сапай Вадим Вікторович          | 7 лютого 1986     | Україна    | 19       | 0        |
| 3            | Сімінін Сергій Федорович        | 9 жовтня 1987     | Україна    | 23       | 0        |
| 34           | Ткачук Євгеній Олегович         | 27 червня 1991    | Україна    | 7        | 0        |
| 17           | Чеснаков Володимир Геннадійович | 12 листопада 1988 | Україна    | 20       | 1        |
| Півзахисники |                                 |                   |            |          |          |
| 30           | Бартуловіч Младен               | 5 жовтня 1986     | Хорватія   | 20       | 1        |
| 7            | Громов Артем Ігорович           | 14 січня 1990     | Україна    | 19       | 3        |
| 5            | Довгий Олексій Володимирович    | 2 листопада 1989  | Україна    | 5        | 0        |
| 39           | Мельник Богдан Олегович         | 4 січня 1997      | Україна    | 1        | 0        |
| 40           | Пердута Ігор Романович          | 15 листопада 1990 | Україна    | 13       | 0        |
| 82           | Ребенок Павло Вікторович        | 23 липня 1985     | Україна    | 8        | 0        |
| 6            | Скляр Олександр Сергійович      | 26 лютого 1991    | Україна    | 20       | 1        |
| 8            | Ткачук Андрій Миколайович       | 18 листопада 1987 | Україна    | 24       | 2        |
| 77           | Турсунов Санжар                 | 29 грудня 1986    | Узбекистан | 16       | 2        |
| Нападники    |                                 |                   |            |          |          |
| 24           | Бараннік Олег Васильович        | 20 березня 1992   | Україна    | 15       | 3        |
| 39           | Ковпак Олександр Олександрович  | 2 лютого 1983     | Україна    | 17       | 2        |
| 26           | Коломоєць Юрій Миколайович      | 22 березня 1990   | Україна    | 8        | 2        |
| 99           | Міщенко Олег Володимирович      | 10 жовтня 1989    | Україна    | 7        | 0        |
| 19           | Одарюк Володимир Сергійович     | 13 лютого 1994    | Україна    | 1        | 0        |
| 77           | Хльобас Дмитро Вікторович       | 9 травня 1994     | Україна    | 8        | 3        |
| 11           | Шиндер Антон Павлович           | 13 червня 1987    | Україна    | 21       | 8        |

## «Говерла» (Ужгород)
Головний тренер: В'ячеслав Грозний
| №            | Футболіст                          | Дата народження  | Країна   | Ігри     | Голи     |
| Воротарі     | Воротарі                           | Воротарі         | Воротарі | Воротарі | Воротарі |
| ------------ | ---------------------------------- | ---------------- | -------- | -------- | -------- |
| 33           | Бабенко Дмитро Олегович            | 28 червня 1978   | Україна  | 10       | 19п      |
| 12           | Рудько Артур Олексійович           | 7 травня 1992    | Україна  | 15       | 25п      |
| 31           | Черепко Андрій Васильович          | 17 січня 1997    | Україна  | 1        | 0п       |
| Захисники    |                                    |                  |          |          |          |
| 21           | Гончар Ігор Вікторович             | 10 січня 1993    | Україна  | 16       | 1        |
| 30           | Іванов Павло Олександрович         | 24 вересня 1984  | Україна  | 14       | 1        |
| 15           | Котьо Станіслав Іванович           | 6 квітня 1994    | Україна  | 1        | 0        |
| 77           | Кутас Павло Віталійович            | 3 вересня 1982   | Україна  | 14       | 0        |
| 3            | Лухтанов Вячеслав Геннадійович     | 12 лютого 1995   | Україна  | 16       | 0        |
| 23           | Люлька Сергій Миколайович          | 22 лютого 1990   | Україна  | 16       | 0        |
| 18           | Полегенько Павло Ігорович          | 6 січня 1995     | Україна  | 3        | 0        |
| 5            | Ряшко Михайло Вікторович           | 5 листопада 1996 | Україна  | 17       | 0        |
| 20           | Ягодінскіс Віталійс                | 28 лютого 1992   | Латвія   | 19       | 1        |
| Півзахисники |                                    |                  |          |          |          |
| 14           | Гавриш Віталій Володимирович       | 18 березня 1986  | Україна  | 12       | 0        |
| 2            | Гей Віктор Вікторович              | 2 лютого 1996    | Україна  | 4        | 0        |
| 11           | Гемега Віталій Анатолійович        | 10 жовтня 1994   | Україна  | 23       | 1        |
| 32           | Добровольський Євген Станіславович | 10 лютого 1995   | Україна  | 3        | 0        |
| 6            | Єременко Дмитро Сергійович         | 20 червня 1990   | Україна  | 9        | 0        |
| 24           | Каверін Віталій Вікторович         | 4 вересня 1990   | Україна  | 5        | 0        |
| 17           | Кузик Орест Тарасович              | 17 травня 1995   | Україна  | 24       | 2        |
| 8            | Савченко Олексій Віталійович       | 27 вересня 1993  | Україна  | 21       | 0        |
| 22           | Тома Юрій Юрійович                 | 27 квітня 1996   | Україна  | 6        | 0        |
| 25           | Хоменко Олексій Володимирович      | 28 серпня 1994   | Україна  | 4        | 0        |
| 27           | Цуріков Андрій Володимирович       | 5 жовтня 1992    | Україна  | 15       | 1        |
| 28           | Чумак Євген Анатолійович           | 25 серпня 1995   | Україна  | 11       | 0        |
| Нападники    |                                    |                  |          |          |          |
| 29           | Сергійчук Михайло Миколайович      | 29 липня 1991    | Україна  | 17       | 2        |
| 7            | Хльобас Дмитро Вікторович          | 9 травня 1994    | Україна  | 15       | 4        |
| 9            | Хобленко Олексій Сергійович        | 4 квітня 1994    | Україна  | 12       | 0        |
| 10           | Худобяк Ігор Орестович             | 5 квітня 1987    | Україна  | 13       | 0        |

## «Динамо» (Київ)
Головний тренер: Сергій Ребров
| №            | Футболіст                           | Дата народження   | Країна     | Ігри     | Голи     |
| Воротарі     | Воротарі                            | Воротарі          | Воротарі   | Воротарі | Воротарі |
| ------------ | ----------------------------------- | ----------------- | ---------- | -------- | -------- |
| 23           | Рибка Олександр Євгенійович         | 10 квітня 1987    | Україна    | 6        | 3п       |
| 72           | Рудько Артур Олексійович            | 7 травня 1992     | Україна    | 1        | 1п       |
| 1            | Шовковський Олександр Володимирович | 2 січня 1975      | Україна    | 18       | 7п       |
| Захисники    |                                     |                   |            |          |          |
| 5            | Пачеко Антунес Віторіно Габріель    | 1 квітня 1987     | Португалія | 22       | 1        |
| 24           | Віда Домагой                        | 29 квітня 1989    | Хорватія   | 18       | 2        |
| 2            | Да Сільва Даніло Апаресідо          | 24 листопада 1986 | Бразилія   | 17       | 1        |
| 6            | Драговіч Александар                 | 6 березня 1991    | Австрія    | 17       | 0        |
| 27           | Макаренко Євгеній Олександрович     | 21 травня 1991    | Україна    | 3        | 0        |
| 34           | Хачеріді Євген Григорович           | 28 липня 1987     | Україна    | 15       | 1        |
| Півзахисники |                                     |                   |            |          |          |
| 90           | Беланда Юнес                        | 25 лютого 1990    | Франція    | 10       | 0        |
| 29           | Буяльський Віталій Казімірович      | 6 січня 1993      | Україна    | 18       | 2        |
| 19           | Гармаш Денис Вікторович             | 19 квітня 1990    | Україна    | 19       | 3        |
| 20           | Гусєв Олег Анатолійович             | 25 квітня 1983    | Україна    | 24       | 10       |
| 18           | Корзун Мікіта Іванавіч              | 6 березня 1995    | Білорусь   | 1        | 0        |
| 4            | Пінто Вєлосо Мігель Луіс            | 11 травня 1986    | Португалія | 20       | 2        |
| 9            | Морозюк Микола Миколайович          | 17 січня 1988     | Україна    | 7        | 0        |
| 88           | Мякушко Сергій Володимирович        | 15 квітня 1993    | Україна    | 4        | 0        |
| 48           | Оріховський Павло Борисович         | 13 травня 1996    | Україна    | 1        | 0        |
| 8            | Петровіч Радосав                    | 8 березня 1989    | Сербія     | 7        | 1        |
| 17           | Рибалка Сергій Олександрович        | 1 квітня 1990     | Україна    | 17       | 0        |
| 16           | Сидорчук Сергій Олександрович       | 2 травня 1991     | Україна    | 19       | 1        |
| 7            | Яковенко Олександр Павлович         | 23 червня 1987    | Україна    | 4        | 0        |
| Нападники    |                                     |                   |            |          |          |
| 21           | Бєсєдін Артем Юрійович              | 31 березня 1996   | Україна    | 1        | 0        |
| 25           | Гонзалес Галеано Дерліс Альберто    | 20 березня 1994   | Парагвай   | 14       | 1        |
| 22           | Кравець Артем Анатолійович          | 3 червня 1989     | Україна    | 12       | 2        |
| 11           | Шавес Рібейро Мораес Алуісіо        | 4 квітня 1987     | Бразилія   | 20       | 7        |
| 91           | Теодорчик Лукаш                     | 3 червня 1991     | Польща     | 11       | 5        |
| 10           | Ярмоленко Андрій Миколайович        | 23 жовтня 1989    | Україна    | 23       | 13       |

## «Дніпро» (Дніпропетровськ)
Головний тренер: Мирон Маркевич
| №            | Футболіст                         | Дата народження   | Країна     | Ігри     | Голи     |
| Воротарі     | Воротарі                          | Воротарі          | Воротарі   | Воротарі | Воротарі |
| ------------ | --------------------------------- | ----------------- | ---------- | -------- | -------- |
| 71           | Бойко Денис Олександрович         | 29 січня 1988     | Україна    | 15       | 15п      |
| 13           | Кучер Данило Олегович             | 25 січня 1997     | Україна    | 1        | 1п       |
| 16           | Лаштувка Ян                       | 7 липня 1982      | Чехія      | 9        | 6п       |
| Захисники    |                                   |                   |            |          |          |
| 3            | Адамюк Володимир Михайлович       | 17 липня 1991     | Україна    | 3        | 0        |
| 36           | Да Сілвейра Рібейро Андерсон      | 4 листопада 1988  | Бразилія   | 12       | 2        |
| 23           | Сілва Баселар Дуглас              | 4 квітня 1990     | Бразилія   | 13       | 0        |
| 30           | Папа Гуйе                         | 7 червня 1984     | Сенегал    | 22       | 0        |
| 39           | Сваток Олександр Сергійович       | 27 вересня 1994   | Україна    | 3        | 0        |
| 22           | Томечак Іван                      | 7 грудня 1989     | Хорватія   | 9        | 0        |
| 33           | Федецький Артем Андрійович        | 26 квітня 1985    | Україна    | 13       | 0        |
| 14           | Чеберячко Євгеній Олександрович   | 19 червня 1983    | Україна    | 6        | 0        |
| 15           | Чигринський Дмитро Анатолійович   | 7 листопада 1986  | Україна    | 13       | 1        |
| Півзахисники |                                   |                   |            |          |          |
| 9            | Міхель Бабатунде                  | 24 грудня 1992    | Нігерія    | 2        | 0        |
| 10           | Безус Роман Анатолійович          | 26 вересня 1990   | Україна    | 20       | 4        |
| 97           | Блізніченко Андрій Валерійович    | 24 липня 1994     | Україна    | 2        | 0        |
| 20           | Вілела Гама Бруно Алешандре       | 15 листопада 1987 | Португалія | 23       | 1        |
| 8            | Де Ласерда Апаресіда Едмар        | 16 червня 1980    | Бразилія   | 10       | 1        |
| 6            | Масіел Соуза Кампос Річард Даніло | 13 січня 1990     | Бразилія   | 12       | 0        |
| 7            | Канкава Джаба                     | 18 березня 1986   | Грузія     | 4        | 0        |
| 19           | Кобахідзе Александер              | 11 лютого 1987    | Грузія     | 1        | 0        |
| 38           | Кожушко Олег Олександрович        | 17 лютого 1998    | Україна    | 1        | 0        |
| 12           | Де Матос Круз Леонардо            | 2 квітня 1986     | Бразилія   | 19       | 1        |
| 24           | Лучкевич Валерій Ігорович         | 11 січня 1996     | Україна    | 20       | 1        |
| 9            | Назаренко Сергій Юрійович         | 16 лютого 1980    | Україна    | 2        | 0        |
| 89           | Політило Сергій Олегович          | 9 січня 1989      | Україна    | 7        | 0        |
| 29           | Ротань Руслан Петрович            | 29 жовтня 1981    | Україна    | 21       | 4        |
| 25           | Федорчук Валерій Юрійович         | 5 жовтня 1988     | Україна    | 10       | 1        |
| 28           | Шахов Євген Євгенович             | 30 листопада 1990 | Україна    | 10       | 4        |
| Нападники    |                                   |                   |            |          |          |
| 7            | Руїс Баррантес Джон Хайро         | 10 січня 1994     | Коста-Рика | 14       | 6        |
| 18           | Зозуля Роман Вячеславович         | 17 листопада 1989 | Україна    | 10       | 3        |
| 9            | Калініч Нікола                    | 5 січня 1988      | Хорватія   | 4        | 3        |
| 99           | Лейте Насіменто Матеус            | 15 січня 1983     | Бразилія   | 23       | 7        |
| 11           | Селезньов Євген Олександрович     | 20 липня 1985     | Україна    | 16       | 10       |

## «Зоря» (Луганськ)
Головний тренер: Юрій Вернидуб
| №            | Футболіст                         | Дата народження   | Країна   | Ігри     | Голи     |
| Воротарі     | Воротарі                          | Воротарі          | Воротарі | Воротарі | Воротарі |
| ------------ | --------------------------------- | ----------------- | -------- | -------- | -------- |
| 91           | Левченко Ігор Олександрович       | 23 лютого 1991    | Україна  | 3        | 8п       |
| 1            | Сантіні Кршеван                   | 11 квітня 1987    | Хорватія | 1        | 2п       |
| 30           | Шевченко Микита Русланович        | 26 січня 1993     | Україна  | 21       | 14п      |
| 1            | Шевченко Олексій Миколайович      | 24 лютого 1992    | Україна  | 1        | 2п       |
| Захисники    |                                   |                   |          |          |          |
| 5            | Гордієнко Артем Олександрович     | 4 березня 1991    | Україна  | 21       | 3        |
| 23           | Дорошенко Кирило Олександрович    | 17 листопада 1989 | Україна  | 1        | 0        |
| 27           | Калінін Ігор Олегович             | 11 листопада 1995 | Україна  | 1        | 0        |
| 39           | Опанасенко Євген Володимирович    | 25 серпня 1990    | Україна  | 23       | 1        |
| 99           | Пилявський Андрій Борисович       | 4 грудня 1988     | Україна  | 13       | 0        |
| 12           | Форстер Рафаель                   | 23 липня 1990     | Бразилія | 8        | 0        |
| 2            | Сухоцький Артем Михайлович        | 6 грудня 1992     | Україна  | 6        | 0        |
| 44           | Чечер Вячеслав Леонідович         | 15 грудня 1980    | Україна  | 10       | 0        |
| 16           | Ярмаш Григорій Петрович           | 4 січня 1985      | Україна  | 3        | 0        |
| Півзахисники |                                   |                   |          |          |          |
| 24           | Гречишкін Дмитро Володимирович    | 22 вересня 1991   | Україна  | 18       | 0        |
| 6            | Каменюка Микита Олександрович     | 3 червня 1985     | Україна  | 24       | 3        |
| 20           | Караваєв Олександр Олександрович  | 2 червня 1992     | Україна  | 25       | 8        |
| 22           | Любеновіч Желько                  | 9 липня 1981      | Сербія   | 25       | 4        |
| 18           | Маліновський Руслан Володимирович | 4 травня 1993     | Україна  | 13       | 3        |
| 34           | Петряк Іван Євгенович             | 13 березня 1994   | Україна  | 22       | 2        |
| 3            | Сіваков Михайло Сергійович        | 16 січня 1988     | Білорусь | 22       | 1        |
| 8            | Танковський Вячеслав Сергійович   | 16 серпня 1995    | Україна  | 13       | 0        |
| 29           | Тотовицький Андрій Олександрович  | 20 січня 1993     | Україна  | 15       | 5        |
| 37           | Хомченовський Дмитро Геннадійович | 16 квітня 1990    | Україна  | 3        | 1        |
| 4            | Чайковський Ігор Геннадійович     | 7 жовтня 1991     | Україна  | 15       | 1        |
| Нападники    |                                   |                   |          |          |          |
| 59           | Безбородько Денис Олегович        | 31 травня 1994    | Україна  | 3        | 0        |
| 28           | Будківський Пилип Вячеславович    | 10 березня 1992   | Україна  | 23       | 14       |
| 9            | Загорулько Артур Юрійович         | 13 лютого 1993    | Україна  | 1        | 0        |
| 17           | Квасов Ярослав Ігорович           | 5 березня 1992    | Україна  | 2        | 0        |
| 10           | Ліпартія Джаба                    | 16 листопада 1987 | Грузія   | 21       | 3        |
| 49           | Луканов Дмитро Володимирович      | 2 березня 1995    | Україна  | 1        | 0        |
| 11           | Де Менезес Мело Пауло Віктор      | 29 травня 1993    | Бразилія | 5        | 1        |

## «Карпати» (Львів)
Головні тренери: Ігор Йовичевич (16 матчів), Володимир Безуб'як (9 матчів)
| №            | Футболіст                     | Дата народження  | Країна    | Ігри     | Голи     |
| Воротарі     | Воротарі                      | Воротарі         | Воротарі  | Воротарі | Воротарі |
| ------------ | ----------------------------- | ---------------- | --------- | -------- | -------- |
| 23           | Мисак Роман Михайлович        | 9 вересня 1991   | Україна   | 22       | 33п      |
| 1            | Підківка Роман Юрійович       | 9 травня 1995    | Україна   | 3        | 4п       |
| Захисники    |                               |                  |           |          |          |
| 5            | Гітченко Андрій Ігорович      | 2 жовтня 1984    | Україна   | 20       | 0        |
| 8            | Костевич Володимир Євгенович  | 23 жовтня 1992   | Україна   | 24       | 1        |
| 3            | Кравець Василь Русланович     | 20 серпня 1997   | Україна   | 15       | 0        |
| 79           | Маркович Андрій Михайлович    | 25 червня 1995   | Україна   | 2        | 0        |
| 94           | Мірошніченко Денис Андрійович | 11 жовтня 1994   | Україна   | 23       | 1        |
| 21           | Неплях Євген Сергійович       | 11 травня 1992   | Україна   | 1        | 0        |
| 26           | Новотрясов Артур Миколайович  | 19 липня 1992    | Україна   | 13       | 0        |
| 32           | Пластун Ігор Володимирович    | 20 серпня 1990   | Україна   | 25       | 1        |
| 27           | Страшкевич Вадим Вячеславович | 21 квітня 1994   | Україна   | 11       | 2        |
| 11           | Чачуа Амбросій Анзорович      | 2 квітня 1994    | Україна   | 16       | 2        |
| Півзахисники |                               |                  |           |          |          |
| 17           | Голодюк Олег Юрійович         | 2 січня 1988     | Україна   | 23       | 2        |
| 77           | Даушвілі Муртаз               | 1 травня 1989    | Грузія    | 18       | 1        |
| 10           | Карноза Артур Олександрович   | 2 серпня 1990    | Україна   | 20       | 4        |
| 18           | Кльоц Дмитро Віталійович      | 15 квітня 1996   | Україна   | 18       | 1        |
| 9            | Кожанов Денис Станіславович   | 13 червня 1987   | Україна   | 17       | 2        |
| 19           | Ксьонз Павло Сергійович       | 2 січня 1987     | Україна   | 18       | 0        |
| 16           | Худоб'як Ігор Ярославович     | 20 лютого 1985   | Україна   | 23       | 2        |
| Нападники    |                               |                  |           |          |          |
| 29           | Бланко Лещук Густаво Есек'єль | 5 листопада 1991 | Аргентина | 9        | 2        |
| 98           | Габріель Окечукву             | 28 серпня 1995   | Нігерія   | 4        | 1        |
| 97           | Гуцуляк Олексій Олександрович | 25 грудня 1997   | Україна   | 15       | 2        |
| 92           | Кадимян Гегам Гагикович       | 19 жовтня 1992   | Україна   | 8        | 0        |
| 35           | Швед Мар'ян Васильович        | 16 липня 1997    | Україна   | 2        | 0        |

## «Металіст» (Харків)
Головні тренери: Олександр Севідов (21 матч), Олександр Призетко (4 матчі)
| №            | Футболіст                        | Дата народження   | Країна   | Ігри     | Голи     |
| Воротарі     | Воротарі                         | Воротарі          | Воротарі | Воротарі | Воротарі |
| ------------ | -------------------------------- | ----------------- | -------- | -------- | -------- |
| 35           | Ільющенков Олександр Андрійович  | 23 березня 1990   | Україна  | 3        | 14п      |
| 1            | Каневцев Данило Дмитрович        | 26 липня 1996     | Україна  | 2        | 3п       |
| 23           | Погорілий Сергій Петрович        | 28 липня 1986     | Україна  | 14       | 18п      |
| 12           | Худжамов Рустам Махмудкулович    | 5 жовтня 1982     | Україна  | 6        | 11п      |
| Захисники    |                                  |                   |          |          |          |
| 94           | Даценко Семен Олександрович      | 10 травня 1994    | Україна  | 2        | 0        |
| 13           | Зотько Іван В'ячеславович        | 9 липня 1996      | Україна  | 8        | 1        |
| 42           | Зубейко Євгеній Анатолійович     | 30 вересня 1989   | Україна  | 17       | 0        |
| 20           | Каплієнко Олександр Максимович   | 7 березня 1996    | Україна  | 8        | 0        |
| 88           | Курілов Олексій Миколайович      | 24 квітня 1988    | Україна  | 12       | 0        |
| 15           | Рижук Дмитро Юрійович            | 5 квітня 1992     | Україна  | 19       | 2        |
| 19           | Рудика Сергій Олександрович      | 14 червня 1988    | Україна  | 12       | 1        |
| 95           | Соболь Едуард Олександрович      | 20 квітня 1995    | Україна  | 21       | 0        |
| Півзахисники |                                  |                   |          |          |          |
| 8            | Барілко Сергій Володимирович     | 5 січня 1987      | Україна  | 6        | 0        |
| 7            | Бобко Іван Михайлович            | 10 грудня 1990    | Україна  | 13       | 0        |
| 4            | Довгий Олексій Володимирович     | 2 листопада 1989  | Україна  | 14       | 1        |
| 12           | Касьянов Артем Андрійович        | 20 квітня 1983    | Україна  | 5        | 0        |
| 5            | Ковальчук Кирило Сергійович      | 11 червня 1986    | Україна  | 13       | 0        |
| 52           | Копина Юрій Ярославович          | 4 липня 1996      | Україна  | 1        | 0        |
| 56           | Кошман Ігор Сергійович           | 7 березня 1995    | Україна  | 1        | 0        |
| 54           | Краєв Владислав Сергійович       | 5 лютого 1995     | Україна  | 4        | 0        |
| 11           | Льопа Дмитро Сергійович          | 23 листопада 1988 | Україна  | 12       | 0        |
| 28           | Назаренко Сергій Юрійович        | 16 лютого 1980    | Україна  | 6        | 0        |
| 53           | Наполов Сергій Миколайович       | 27 січня 1996     | Україна  | 4        | 1        |
| 18           | Нойок Олександр Вікторович       | 15 травня 1992    | Україна  | 11       | 0        |
| 2            | Полянський Олексій Володимирович | 12 квітня 1986    | Україна  | 14       | 1        |
| 80           | Прийомов Володимир Володимирович | 2 січня 1986      | Україна  | 23       | 7        |
| 77           | Путівцев Артем Олександрович     | 29 серпня 1988    | Україна  | 14       | 1        |
| 49           | Ралюченко Андрій Сергійович      | 8 червня 1995     | Україна  | 7        | 0        |
| 44           | Синиця Олег Вікторович           | 20 березня 1996   | Україна  | 4        | 0        |
| 43           | Ткачук Юрій Юрійович             | 18 квітня 1995    | Україна  | 3        | 0        |
| 11           | Третьяков Максим В'ячеславович   | 6 березня 1996    | Україна  | 8        | 0        |
| 21           | Харатін Ігор Ігорович            | 2 лютого 1995     | Україна  | 8        | 0        |
| 10           | Чурко Вячеслав Вячеславович      | 10 травня 1993    | Україна  | 14       | 1        |
| Нападники    |                                  |                   |          |          |          |
| 21           | Бєсєдін Артем Юрійович           | 31 березня 1996   | Україна  | 11       | 0        |
| 19           | Корнєв Ілля Віталійович          | 1 листопада 1996  | Україна  | 4        | 1        |
| 9            | Куліш Станіслав Костянтинович    | 8 лютого 1989     | Україна  | 9        | 0        |
| 55           | Родіч Іван                       | 11 листопада 1985 | Хорватія | 11       | 2        |

## «Металург» (Запоріжжя)
Головний тренер: Анатолій Чанцев
| №            | Футболіст                      | Дата народження   | Країна   | Ігри     | Голи     |
| Воротарі     | Воротарі                       | Воротарі          | Воротарі | Воротарі | Воротарі |
| ------------ | ------------------------------ | ----------------- | -------- | -------- | -------- |
| 35           | Бабійчук Максим Миколайович    | 28 квітня 1994    | Україна  | 4        | 13п      |
| 1            | Старцев Максим Олександрович   | 20 січня 1980     | Україна  | 8        | 18п      |
| 16           | Шеремета Тимофій Олександрович | 6 жовтня 1995     | Україна  | 5        | 19п      |
| Захисники    |                                |                   |          |          |          |
| 2            | Гапончук Дмитро Сергійович     | 8 листопада 1995  | Україна  | 3        | 0        |
| 3            | Іздебський Євгеній Олегович    | 3 червня 1995     | Україна  | 4        | 0        |
| 18           | Каплієнко Олександр Максимович | 7 березня 1996    | Україна  | 14       | 1        |
| 5            | Ключик Семен Леонідович        | 23 грудня 1997    | Україна  | 2        | 0        |
| 15           | Кузнецов Артур Андрійович      | 9 березня 1995    | Україна  | 3        | 0        |
| 27           | Кулинич Сергій Вікторович      | 9 січня 1995      | Україна  | 15       | 0        |
| 22           | Лисицький Віталій Сергійович   | 16 квітня 1982    | Україна  | 11       | 0        |
| 20           | Пашаєв Павло Вагіфович         | 4 січня 1988      | Україна  | 7        | 0        |
| 6            | Помазан Роман Максимович       | 5 вересня 1994    | Україна  | 10       | 0        |
| Півзахисники |                                |                   |          |          |          |
| 50           | Алі Фарід Ахмедович            | 11 лютого 1992    | Україна  | 1        | 0        |
| 10           | Гвілія Валеріане Ярославович   | 24 травня 1994    | Україна  | 14       | 1        |
| 7            | Демченко Єгор Васильович       | 25 липня 1997     | Україна  | 6        | 0        |
| 25           | Жураховський Ігор Ігорович     | 19 вересня 1994   | Україна  | 13       | 1        |
| 70           | Захаров Артем Юрійович         | 19 червня 1996    | Україна  | 1        | 0        |
| 67           | Ігнатенко Данило Ігорович      | 13 березня 1997   | Україна  | 10       | 1        |
| 77           | Ігнатьєв Владислав Сергійович  | 25 жовтня 1997    | Україна  | 1        | 0        |
| 60           | Клименчук Єгор Олександрович   | 11 листопада 1997 | Україна  | 4        | 0        |
| 19           | Корнєв Ілля Віталійович        | 1 листопада 1996  | Україна  | 11       | 1        |
| 88           | Орелесі Адегбола Нурудін       | 10 квітня 1989    | Нігерія  | 12       | 0        |
| 17           | Плахтир Дмитро Геннадійович    | 14 лютого 1996    | Україна  | 3        | 0        |
| 95           | Попов Роман Олегович           | 29 червня 1995    | Україна  | 14       | 0        |
| 11           | Стефурак Роман Романович       | 17 квітня 1996    | Україна  | 4        | 0        |
| 44           | Юсов Дмитро Олександрович      | 11 травня 1993    | Україна  | 9        | 0        |
| Нападники    |                                |                   |          |          |          |
| 37           | Демідов Кирило Олександрович   | 18 серпня 1996    | Україна  | 1        | 0        |
| 89           | Ковалевський Ян Анатолійович   | 26 червня 1993    | Україна  | 3        | 0        |
| 24           | Платон Руслан Сергійович       | 12 січня 1982     | Україна  | 10       | 2        |
| 4            | Татарков Микита Станіславович  | 4 січня 1995      | Україна  | 14       | 0        |

## ФК «Олександрія»
Головний тренер: Володимир Шаран
| №            | Футболіст                         | Дата народження   | Країна   | Ігри     | Голи     |
| Воротарі     | Воротарі                          | Воротарі          | Воротарі | Воротарі | Воротарі |
| ------------ | --------------------------------- | ----------------- | -------- | -------- | -------- |
| 24           | Леванідов Владислав Олександрович | 23 лютого 1993    | Україна  | 13       | 12п      |
| 54           | Новак Андрій Юрійович             | 6 грудня 1988     | Україна  | 14       | 14п      |
| Захисники    |                                   |                   |          |          |          |
| 87           | Басов Сергій Германович           | 19 січня 1987     | Україна  | 25       | 0        |
| 32           | Імереков Максим Ігорович          | 23 січня 1991     | Україна  | 9        | 0        |
| 5            | Матвєєв Олександр Ігорович        | 11 лютого 1989    | Україна  | 3        | 0        |
| 3            | Микицей Станіслав Ігорович        | 7 вересня 1989    | Україна  | 16       | 2        |
| 8            | Мягков Павло Сергійович           | 30 грудня 1992    | Україна  | 10       | 2        |
| 40           | Путраш Юрій Володимирович         | 29 січня 1990     | Україна  | 5        | 0        |
| 2            | Сухоцький Артем Михайлович        | 6 грудня 1992     | Україна  | 16       | 1        |
| 25           | Чеботаєв Сергій Євгенович         | 7 березня 1988    | Україна  | 14       | 0        |
| 26           | Шендрік Антон Сергійович          | 26 травня 1986    | Україна  | 21       | 0        |
| Півзахисники |                                   |                   |          |          |          |
| 44           | Банада Євген Володимирович        | 29 лютого 1992    | Україна  | 23       | 1        |
| 17           | Голенков Антон Анатолійович       | 17 грудня 1989    | Україна  | 13       | 1        |
| 22           | Грицук Василь Васильович          | 21 листопада 1987 | Україна  | 18       | 2        |
| 31           | Дедечко Денис Михайлович          | 2 липня 1987      | Україна  | 3        | 1        |
| 15           | Запорожан Андрій Юрійович         | 21 березня 1983   | Україна  | 25       | 5        |
| 72           | Козак Михайло Степанович          | 20 січня 1991     | Україна  | 21       | 0        |
| 6            | Леонов Дмитро Валерійович         | 6 листопада 1988  | Україна  | 14       | 1        |
| 77           | Морозенко Євген Сергійович        | 16 грудня 1991    | Україна  | 1        | 0        |
| 14           | Полярус Артем Ігорович            | 5 липня 1992      | Україна  | 12       | 2        |
| 27           | Старенький Сергій Миколайович     | 20 вересня 1984   | Україна  | 11       | 0        |
| 7            | Степанюк Руслан Юрійович          | 16 січня 1992     | Україна  | 3        | 0        |
| 11           | Таргамадзе Давід                  | 22 серпня 1989    | Грузія   | 10       | 0        |
| 13           | Чорній Артем Олександрович        | 23 жовтня 1989    | Україна  | 19       | 1        |
| Нападники    |                                   |                   |          |          |          |
| 45           | Есеола Адерінсола Хабіб           | 28 червня 1991    | Україна  | 2        | 0        |
| 29           | Коломоєць Юрій Миколайович        | 22 березня 1990   | Україна  | 11       | 3        |
| 7            | Куліш Станіслав Костянтинович     | 8 лютого 1989     | Україна  | 7        | 0        |
| 9            | Пономар Віталій Вадимович         | 31 травня 1990    | Україна  | 25       | 7, 3п    |

## «Олімпік» (Донецьк)
Головний тренер: Роман Санжар
| №            | Футболіст                       | Дата народження   | Країна   | Ігри     | Голи     |
| Воротарі     | Воротарі                        | Воротарі          | Воротарі | Воротарі | Воротарі |
| ------------ | ------------------------------- | ----------------- | -------- | -------- | -------- |
| 16           | Літовченко Сергій Сергійович    | 4 жовтня 1987     | Україна  | 7        | 13п      |
| 1            | Махарадзе Заурі Анзорович       | 24 березня 1993   | Україна  | 19       | 22п      |
| Захисники    |                                 |                   |          |          |          |
| 33           | Борзенко Сергій Олександрович   | 22 червня 1986    | Україна  | 17       | 1        |
| 9            | Гошкодеря Віталій Валерійович   | 8 січня 1988      | Україна  | 23       | 1        |
| 4            | Гришко Дмитро Сергійович        | 2 грудня 1985     | Україна  | 21       | 1        |
| 8            | Доронін Володимир Віталійович   | 15 січня 1993     | Україна  | 10       | 0        |
| 32           | Іллой-Айет Владіс-Емерсон       | 7 жовтня 1995     | Україна  | 3        | 0        |
| 50           | Конде Секу                      | 9 червня 1993     | Гвінея   | 13       | 0        |
| 23           | Нємчанінов Дмитро Андрійович    | 27 січня 1990     | Україна  | 7        | 0        |
| 26           | Петров Кирило Валентинович      | 22 червня 1990    | Україна  | 7        | 0        |
| 24           | Федорів Віталій Миколайович     | 21 жовтня 1987    | Україна  | 10       | 0        |
| Півзахисники |                                 |                   |          |          |          |
| 7            | Драченко Максим Олегович        | 28 січня 1990     | Україна  | 22       | 1        |
| 23           | Іса Шеріф                       | 10 листопада 1990 | Нігерія  | 5        | 0        |
| 15           | Лебедь Валерій Ігорович         | 5 січня 1989      | Україна  | 6        | 0        |
| 11           | Рхарсалла Кадфі Мохаммед        | 15 вересня 1993   | Іспанія  | 21       | 4        |
| 5            | Огіря Владислав Леонідович      | 3 квітня 1990     | Україна  | 23       | 0        |
| 3            | Парцванія Темур Рафіелович      | 6 липня 1991      | Україна  | 17       | 0        |
| 14           | Поступаленко Антон Андрійович   | 28 серпня 1988    | Україна  | 16       | 1        |
| 18           | Семенина Ігор Богданович        | 1 січня 1989      | Україна  | 6        | 1        |
| 25           | Степанюк Руслан Юрійович        | 16 січня 1992     | Україна  | 4        | 0        |
| 34           | Танчик Володимир Романович      | 17 жовтня 1991    | Україна  | 21       | 2        |
| 45           | Хомутов Владислав Денисович     | 4 червня 1998     | Україна  | 1        | 0        |
| 17           | Шестаков Сергій Сергійович      | 12 квітня 1990    | Україна  | 11       | 0        |
| Нападники    |                                 |                   |          |          |          |
| 89           | Волков Олександр Миколайович    | 7 лютого 1989     | Україна  | 3        | 0        |
| 27           | Галенков Денис Ігорович         | 13 жовтня 1995    | Україна  | 2        | 0        |
| 10           | Гельзін Владислав Григорійович  | 27 серпня 1973    | Україна  | 2        | 0        |
| 77           | Кадимян Гегам Гагикович         | 19 жовтня 1992    | Україна  | 15       | 3        |
| 13           | Нвамора Ебука Келвін            | 31 жовтня 1993    | Нігерія  | 2        | 0        |
| 21           | Лисенко Володимир Володимирович | 20 квітня 1988    | Україна  | 14       | 3        |
| 20           | Матяж Іван Сергійович           | 15 лютого 1988    | Україна  | 18       | 4        |
| 19           | Тищенко Ігор Сергійович         | 11 травня 1989    | Україна  | 3        | 0        |

## «Сталь» (Дніпродзержинськ)
Головні тренери: Володимир Мазяр (16 матчів), Ерік ван дер Мер (9 матчів)
| №            | Футболіст                      | Дата народження   | Країна     | Ігри     | Голи     |
| Воротарі     | Воротарі                       | Воротарі          | Воротарі   | Воротарі | Воротарі |
| ------------ | ------------------------------ | ----------------- | ---------- | -------- | -------- |
| 12           | Бандура Олександр Вікторович   | 30 травня 1986    | Україна    | 5        | 9п       |
| 79           | Паньків Юрій Михайлович        | 3 листопада 1984  | Україна    | 21       | 22п      |
| Захисники    |                                |                   |            |          |          |
| 42           | Багдасаров Ростислав Ігорович  | 24 травня 1993    | Україна    | 1        | 0        |
| 2            | Барановський Артем Миколайович | 17 березня 1990   | Україна    | 12       | 0        |
| 7            | Воронін Сергій Олександрович   | 24 березня 1987   | Україна    | 20       | 0        |
| 51           | Данієлян Артур Гегамович       | 9 лютого 1998     | Україна    | 1        | 0        |
| 32           | Іщенко Микола Анатолійович     | 9 березня 1983    | Україна    | 16       | 1        |
| 4            | Кравченко Антон Сергійович     | 23 березня 1991   | Україна    | 19       | 1        |
| 17           | Латіфу Акім                    | 16 листопада 1989 | Нігерія    | 6        | 0        |
| 44           | Путраш Юрій Володимирович      | 29 січня 1990     | Україна    | 10       | 2        |
| 19           | Пшеничних Сергій Миколайович   | 19 листопада 1981 | Україна    | 18       | 0        |
| Півзахисники |                                |                   |            |          |          |
| 3            | Адамюк Володимир Михайлович    | 17 липня 1991     | Україна    | 16       | 1        |
| 29           | Бабенко Руслан Олександрович   | 8 липня 1992      | Україна    | 9        | 1        |
| 6            | Каленчук Максим Миколайович    | 5 грудня 1989     | Україна    | 19       | 1        |
| 91           | Карасюк Роман Іванович         | 27 березня 1991   | Україна    | 25       | 0        |
| 25           | Козак Олександр Сергійович     | 25 липня 1994     | Україна    | 6        | 0        |
| 21           | Кучеров Валерій Володимирович  | 11 серпня 1993    | Україна    | 12       | 1        |
| 10           | Лазіч Джордже                  | 18 червня 1983    | Сербія     | 8        | 2        |
| 8            | Малакян Гор                    | 12 червня 1994    | Вірменія   | 9        | 0        |
| 18           | Малакян Едгар                  | 22 вересня 1990   | Вірменія   | 9        | 0        |
| 88           | Мисик Мар'ян Олегович          | 2 жовтня 1996     | Україна    | 3        | 0        |
| 22           | Овсепян Румян                  | 13 листопада 1991 | Вірменія   | 3        | 0        |
| 17           | Поступаленко Антон Андрійович  | 28 серпня 1988    | Україна    | 1        | 0        |
| Нападники    |                                |                   |            |          |          |
| 11           | Буднік Євген Віталійович       | 4 вересня 1990    | Україна    | 18       | 0        |
| 39           | Васін Денис Геннадійович       | 4 березня 1989    | Україна    | 22       | 2        |
| 8            | Гоменюк Володимир Михайлович   | 19 липня 1985     | Україна    | 7        | 0        |
| 93           | Дебелко Роман Миколайович      | 8 серпня 1993     | Україна    | 18       | 2        |
| 14           | Котляр Антон Станіславович     | 7 березня 1993    | Україна    | 17       | 1        |
| 10           | Кулач Владислав Ігорович       | 7 травня 1993     | Україна    | 15       | 5        |
| 99           | Фернандес Гійон Луіс Урсмарус  | 18 квітня 1986    | Нідерланди | 2        | 0        |

## «Чорноморець» (Одеса)
Головний тренер: Олександр Бабич
| №            | Футболіст                        | Дата народження   | Країна   | Ігри     | Голи     |
| Воротарі     | Воротарі                         | Воротарі          | Воротарі | Воротарі | Воротарі |
| ------------ | -------------------------------- | ----------------- | -------- | -------- | -------- |
| 71           | Безрук Дмитро Андрійович         | 30 березня 1996   | Україна  | 7        | 9п       |
| 12           | Боровик Євген Анатолійович       | 2 березня 1985    | Україна  | 18       | 29п      |
| Захисники    |                                  |                   |          |          |          |
| 2            | Азацький Олександр Олександрович | 13 січня 1994     | Україна  | 8        | 1        |
| 15           | Гадрані Гіоргі                   | 30 вересня 1994   | Грузія   | 7        | 0        |
| 5            | Хочолава Давид                   | 8 лютого 1993     | Грузія   | 18       | 1        |
| 19           | Калітов Олександр Володимирович  | 29 вересня 1993   | Україна  | 6        | 0        |
| 25           | Мартиненко Євгеній Олегович      | 25 червня 1993    | Україна  | 24       | 2        |
| 61           | Мендес Феррейра Пірес Матеус     | 22 січня 1992     | Бразилія | 5        | 0        |
| 23           | Нємчанінов Дмитро Андрійович     | 27 січня 1990     | Україна  | 5        | 0        |
| 33           | Слінкін Андрій Вікторович        | 19 лютого 1991    | Україна  | 14       | 0, 1п    |
| Півзахисники |                                  |                   |          |          |          |
| 94           | Данченко Олег Сергійович         | 1 серпня 1994     | Україна  | 21       | 0        |
| 10           | Калітвінцев Владислав Юрійович   | 4 січня 1993      | Україна  | 20       | 5        |
| 6            | Ковалець Кирило Сергійович       | 2 липня 1993      | Україна  | 16       | 1        |
| 20           | Куценко Валерій Вікторович       | 2 листопада 1986  | Україна  | 19       | 1        |
| 52           | Насімі Навід Даудович            | 1 березня 1995    | Україна  | 7        | 0        |
| 32           | Петько Сергій Юрійович           | 23 січня 1994     | Україна  | 12       | 1        |
| 11           | Смірнов Євген Валерійович        | 16 квітня 1993    | Україна  | 17       | 2        |
| 16           | Філімонов Артем Денисович        | 21 лютого 1994    | Україна  | 18       | 0        |
| 18           | Шаповал Сергій Володимирович     | 7 лютого 1990     | Україна  | 7        | 0        |
| Нападники    |                                  |                   |          |          |          |
| 86           | Барілко Володимир Володимирович  | 29 січня 1994     | Україна  | 7        | 0        |
| 22           | Кабаєв Владислав Олександрович   | 1 вересня 1995    | Україна  | 18       | 1        |
| 7            | Коркішко Дмитро Юрійович         | 4 травня 1990     | Україна  | 16       | 1        |
| 14           | Мурашов Євген Ігорович           | 9 травня 1995     | Україна  | 13       | 1        |
| 21           | Переверза Петро Іванович         | 10 липня 1994     | Україна  | 11       | 0        |
| 18           | Родрігес Перейра Жуніор Сільвіо  | 4 травня 1994     | Бразилія | 2        | 0        |
| 78           | Соломка Юрій Анатолійович        | 4 січня 1990      | Україна  | 3        | 0        |
| 87           | Старіков Євген                   | 17 листопада 1988 | США      | 10       | 2        |
| 17           | Татарков Микита Станіславович    | 4 січня 1995      | Україна  | 9        | 0        |
| 9            | Хобленко Олексій Сергійович      | 4 квітня 1994     | Україна  | 7        | 1        |
| 99           | Яворський Вадим Юрійович         | 26 червня 1994    | Україна  | 3        | 0        |

## «Шахтар» (Донецьк)
Головний тренер: Мірча Луческу
| №            | Футболіст                       | Дата народження | Країна    | Ігри     | Голи     |
| Воротарі     | Воротарі                        | Воротарі        | Воротарі  | Воротарі | Воротарі |
| ------------ | ------------------------------- | --------------- | --------- | -------- | -------- |
| 32           | Каніболоцький Антон Олегович    | 16 травня 1988  | Україна   | 9        | 7п       |
| 30           | Пятов Андрій Валерійович        | 28 червня 1984  | Україна   | 14       | 18п      |
| 23           | Сарнавський Богдан Ігорович     | 29 січня 1995   | Україна   | 2        | 0п       |
| Захисники    |                                 |                 |           |          |          |
| 31           | Гоншалвес дос Сантос Ісмаілі    | 11 січня 1990   | Бразилія  | 10       | 3        |
| 38           | Кривцов Сергій Андрійович       | 15 березня 1991 | Україна   | 7        | 0        |
| 5            | Кучер Олександр Миколайович     | 22 жовтня 1982  | Україна   | 11       | 1        |
| 66           | Гонзага де Азеведо Марсіо       | 5 лютого 1986   | Бразилія  | 6        | 0        |
| 17           | Малишев Максим Васильович       | 24 грудня 1992  | Україна   | 15       | 2        |
| 25           | Матвієнко Микола Олександрович  | 2 травня 1996   | Україна   | 2        | 0        |
| 18           | Ордець Іван Миколайович         | 8 липня 1992    | Україна   | 16       | 0        |
| 44           | Ракіцький Ярослав Володимирович | 3 серпня 1989   | Україна   | 18       | 2        |
| 13           | Шевчук В'ячеслав Анатолійович   | 13 травня 1979  | Україна   | 9        | 0        |
| Півзахисники |                                 |                 |           |          |          |
| 29           | Тейшейра Сантос Алекс           | 6 січня 1990    | Бразилія  | 15       | 22       |
| 10           | Анісіо Калдейра Дуар Бернард    | 8 вересня 1992  | Бразилія  | 21       | 2        |
| 9            | Феррейра Бонфім Бруно           | 19 січня 1989   | Бразилія  | 14       | 2        |
| 59           | Зубков Олександр Валерійович    | 3 серпня 1996   | Україна   | 1        | 0        |
| 14           | Кобін Василь Васильович         | 24 травня 1985  | Україна   | 6        | 0        |
| 74           | Коваленко Віктор Вікторович     | 14 лютого 1996  | Україна   | 23       | 0        |
| 58           | Коробенко Андрій Вячеславович   | 28 травня 1997  | Україна   | 1        | 0        |
| 11           | Ромеро Бонфім Марлос            | 7 червня 1988   | Бразилія  | 24       | 8        |
| 33           | Срна Дарійо                     | 1 травня 1982   | Хорватія  | 19       | 2        |
| 6            | Степаненко Тарас Миколайович    | 8 серпня 1989   | Україна   | 18       | 2        |
| 8            | Родрігес де Паула Са Фредеріко  | 5 березня 1993  | Бразилія  | 12       | 2        |
| Нападники    |                                 |                 |           |          |          |
| 20           | Арабідзе Гіоргі                 | 4 березня 1998  | Грузія    | 2        | 0        |
| 7            | Сілва Санчес Агуяр Веллінгтон   | 6 лютого 1992   | Бразилія  | 9        | 2        |
| 21           | Гладкий Олександр Миколайович   | 24 серпня 1987  | Україна   | 17       | 4        |
| 22           | Алвеш да Сілва Едуардо          | 25 лютого 1983  | Хорватія  | 19       | 12       |
| 28           | Барсельос Фреда Тайсон          | 13 січня 1988   | Бразилія  | 18       | 6        |
| 19           | Феррейра Факундо                | 14 березня 1991 | Аргентина | 11       | 3        |